# Zula Pogorzelska

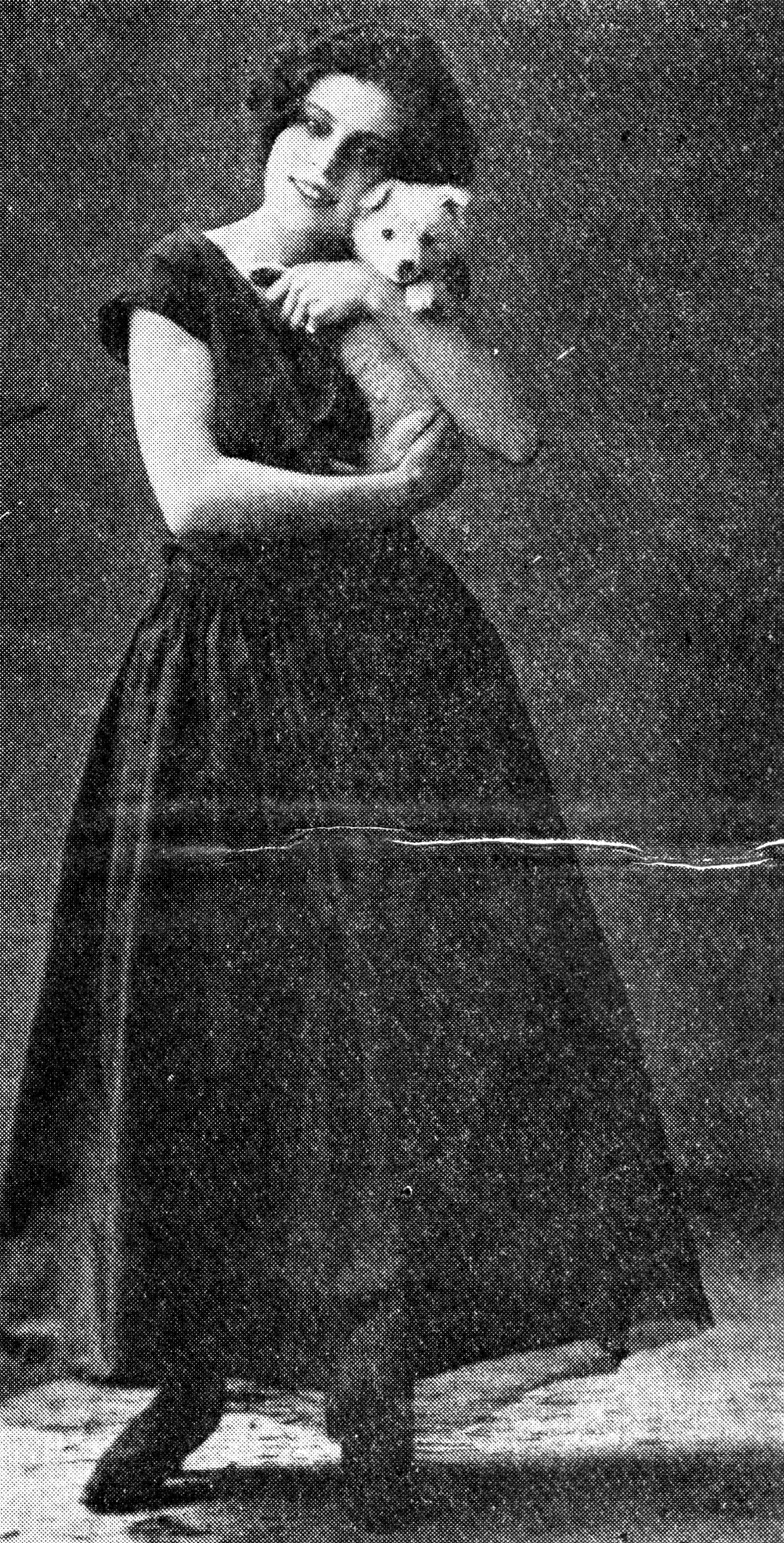
Zula Pogorzelska

Zula Pogorzelska (geb. 1898 in Jewpatorija, gest. 1936 in Vilnius), bürgerlich Zofia Pogorzelska, war eine polnische Sängerin, Schauspielerin und Tänzerin. Sie machte den Charleston in Polen beliebt.

## Leben
Zula Pogorzelska wuchs auf der Krim auf und war die Tochter eines Arztes. Sie besuchte das Gymnasium in Sewastopol und bekam Schauspiel- und Gesangsunterricht. Von 1915 bis 1917 sang sie im Chor der Ortschaft Zielony Gaj bei Charkiw, von 1917 bis 1918 trat sie im russischen Kabarett auf.
Nach dem 1. Weltkrieg ging sie nach Warschau und hatte im Theater "Bagatela" ihr Debüt. Dort wurde sie hochgeschätzt und von Jerzy Boczkowski für das Kabarett "Qui Pro Quo" angeheuert. Sie trat in vielen Kabaretten Warschaus auf, unter anderem Qui Pro Quo (1919–1925, 1929–1931) und Morskie Oko (1928–1931).
Am 2. Januar 1926 präsentierte sie in der Revue Pod sukienką als erste dem polnischen Publikum den Charleston. Der Tanz galt bislang als zu provokant.  Sie liebte die Öffentlichkeit, daher nannte die Presse sie die "polnische Mistinguett". In ihrem Repertoire waren vor allem komische und sentimentale Lieder, die sie auf ihre besondere, humorvolle Art vortrug. Ihre populärsten Stücke sind Spotkamy się na Nowym Świecie, Panna Mania gra na mandolinie, Czego pan się pcha, Bubliczki. Ihre Texte schrieben u. a. Andrzej Włast und Marian Hemar. Außerdem hatte sie zahlreiche Filmrollen und nahm für das Syrena Record, das erste polnische Musiklabel, Platten auf.
1933, während der Aufführung ihrer Revue Zjazd gwiazd, zeigten sich erste Anzeichen einer ernsthaften Erkrankung am Rückenmark (Syringomyelie), weswegen sie ihre Karriere unterbrechen musste. Zusammen mit ihrem Mann Konrad Tom (polnisch-jüdischer Regisseur, Schauspieler, Sänger) fuhr sie zur Behandlung in die Universitätsklinik Vilnius, wo sie am 10. Dezember 1936 verstarb.

## Filmographie
- 1934 – Kocha, lubi, szanuje als Kunegunda, Dienstmädchen des Apothekers
- 1933 – Dwanaście krzeseł als Leiterin des Waisenhauses
- 1933 – Zabawka als Tänzerin Zizi
- 1933 – Romeo i Julcia als Franka Krochmalska
- 1932 – Sto metrów miłości als Zośka, Mädchen aus dem Modehaus
- 1932 – Ułani, ułani, chłopcy malowani als Helka
- 1931 – Bezimienni bohaterowie
- 1930 – Niebezpieczny romans als Dienstmädchen
- 1926 – Gorączka złotego

## Theateraufführungen (Auswahl)
- 1920 – Cyrkówka, Qui Pro Quo
- 1922 – Nasi suwereni, Qui Pro Quo
- 1922 – Sublokatorka, Qui Pro Quo
- 1924 – Król Ćwiek, Qui Pro Quo
- 1925 – 7 krów tłustych, Qui Pro Quo
- 1926 – Pod sukienką, Perskie Oko
- 1927 – Adiu, Fruziu, Perskie Oko
- 1927 – Halo, Nowości, Teatr Nowości
- 1927 – Jak i gdzie, Teatr Nowości
- 1928 – Piękność z Nowego Yorku
- 1928 – Klejnoty Warszawy, Morskie Oko
- 1930 – Budżet wiosenny
- 1931 – Ta Banda pięknie gra, Banda
- 1931 – Sympatia Warszawy, Morskie Oko
- 1933 – Zjazd gwiazd, Rex
- 1933 – Ram–pam–pam, Cyganeria
- 1933 – Cyganeria rozfikana, Cyganeria
- 1934 – Kobieta nr 5012, Cyganeria

## Diskographie
- 1924 – Zula Pogorzelska oraz Włodzimierz Szczerbiec-Macherski artyści teatru Perskie Oko śpiew, Syrena Rekord (SR 484a–485a)
- 1924 – Zula Pogorzelska artystka teatru Perskie Oko śpiew, Syrena Rekord (SR 516a)
- 1927 – Zula Pogorzelska śpiew, Syrena Rekord (SR 3039)
- 1927 – Zula Pogorzelska i Włodzimierz Macherski artyści teatru Karuzela śpiew, Syrena Rekord (SR 3095–3096)
- 1930 – Zula Pogorzelska znakomita Artystka teatru Morskie Oko śpiew z udziałem Chóru Dana, Syrena Rekord (SE 3570–3573)
- 1930 – Zula Pogorzelska znakomita artystka teatru Morskie Oko Piosenki z rewii Parada Gwiazd, Syrena Rekord (SE 3590–3573)
- 1930 – Zula Pogorzelska znakomita artystka teatru Morskie Oko, Syrena Rekord (SE 3642)